# Pray-kódex

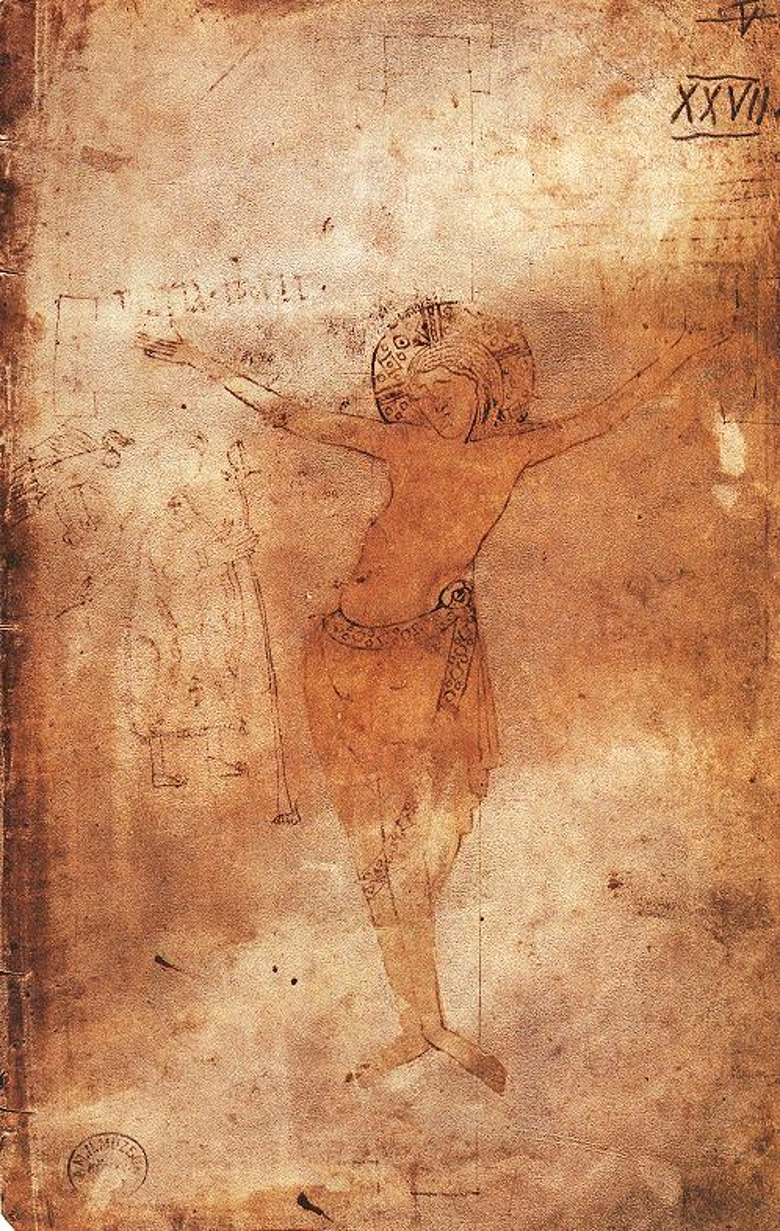
Tollrajz a Pray-kódexben; MNY 1 f28r, Országos Széchényi Könyvtár, Kézirattár

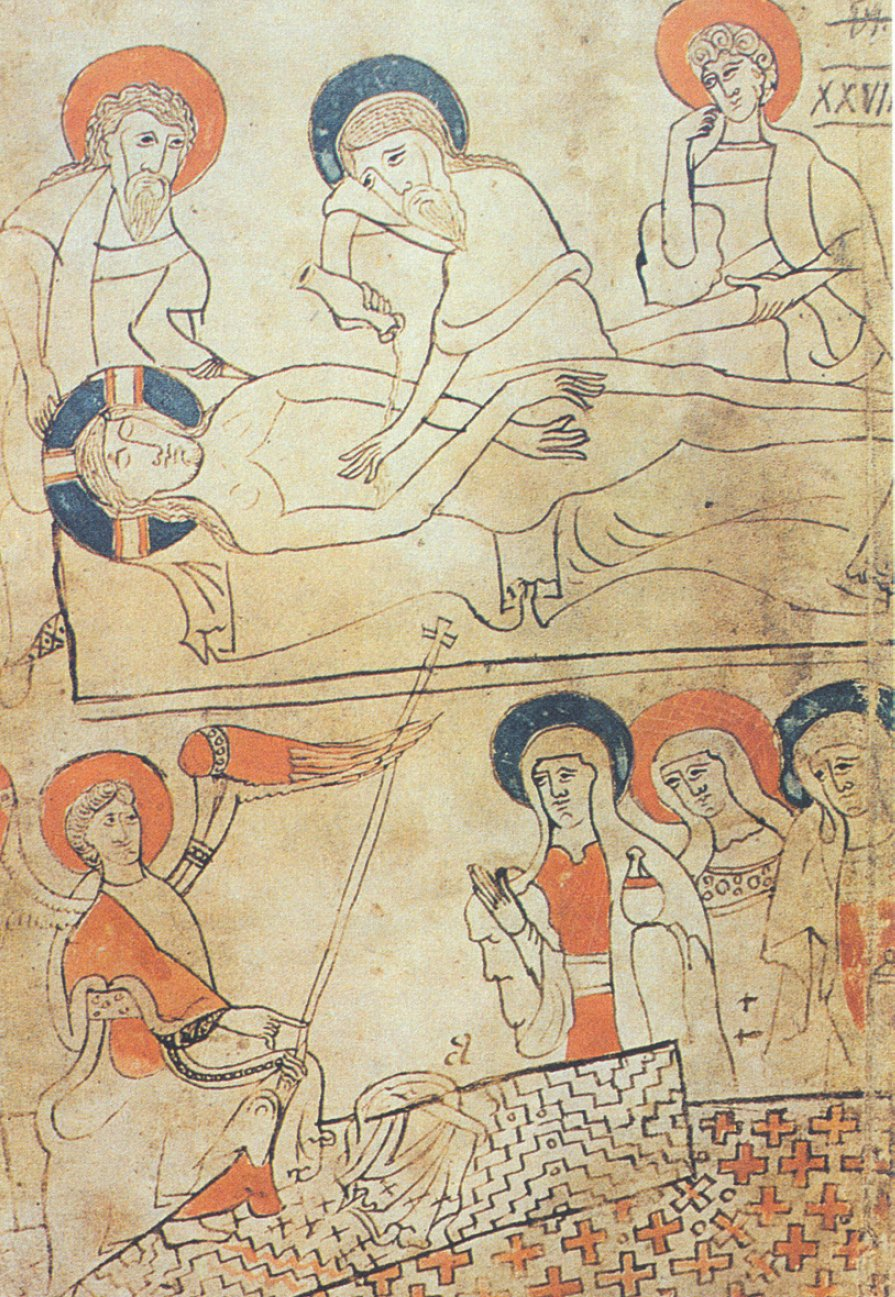
A Pray-kódex egy illusztrációja, amelyen Krisztus temetése látható, ahol egy hosszú szövetdarabbal burkolják be a Megváltó testét. A díszítő miniátor két jellegzetes tulajdonsággal, halszálkás mintázattal és négy, megközelítőleg L alakot formáló lyukkal ábrázolta Jézus halotti leplét. Ez a két jellegzetesség megtalálható a torinói leplen is.

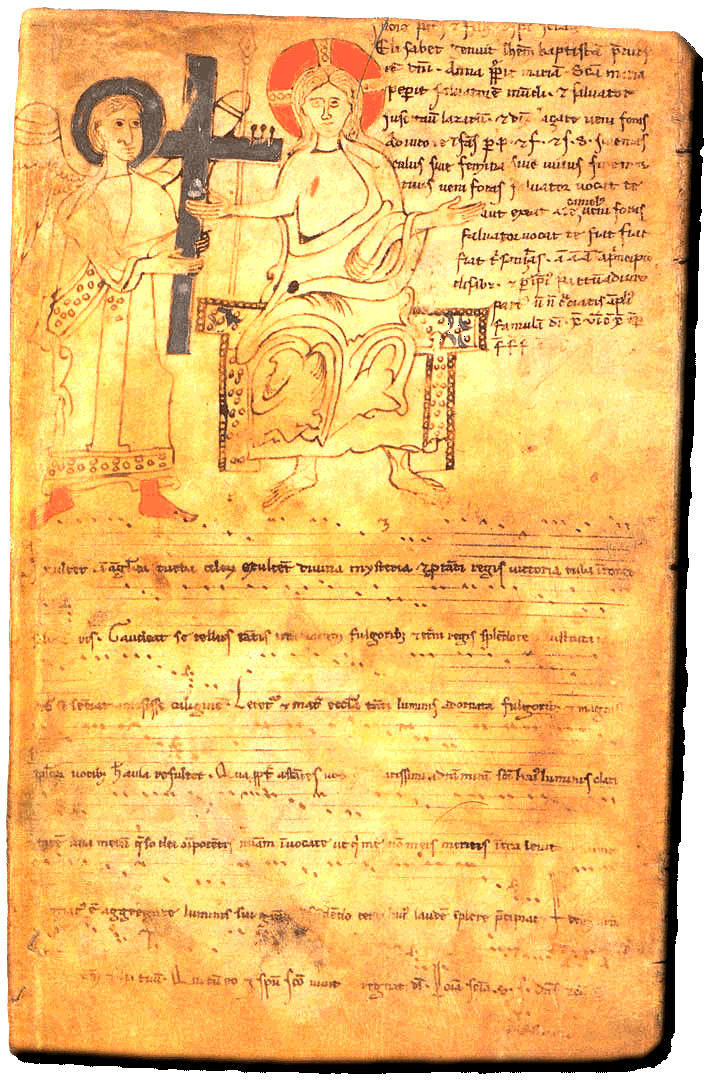
A kódex egy lapja kottás lejegyzéssel

A Pray-kódex 1192–1195 között keletkezett latin és magyar nyelvű kódex, amelyet első tudományos leírójáról, Pray Györgyről (1723–1801) neveztek el. A kódex műfaját tekintve sacramentarium (mise végzéséhez szükséges liturgikus szövegek gyűjteménye), mely egy magyar (Boldván vagy Jánosiban található) Keresztelő Szent János bencés apátságnak készült. Tartalmazza a magyar szentek névsorát. A kódexet ma az Országos Széchényi Könyvtár gyűjteményében őrzik.

## Jelentősége
- A kódex fő magyar nevezetessége a Halotti beszédnek nevezett szentbeszéd és könyörgés, amely a magyar nyelv első ismert összefüggő nyelvemléke.

- A kódex öt miniatúrájának egyike (a XXVIII. számmal jelölt), a Bizáncban tisztelt „Mandilion” leplet ábrázolja, pontosan bemutatva azokat a jellegzetességeket, amelyek a ma Torinóban őrzött, Jézusnak tulajdonított halotti lepelre is jellemzőek (tűz által ütött, L alakú lyuksor, halszálkás szövésminta, a holttest egyedi kéztartása).[2] A kódex nemzetközi jelentőségét az adja, hogy a Torinói lepel jellegzetességeit ábrázoló miniatúra keletkezési ideje megelőzi a Torinói Lepel radiokarbonos kormeghatározásának eredményét. A lepel korát 95%-os konfidencia intervallummal 1260-1390 közé teszi, míg a Pray-kódex 1192-1195 között keletkezett.

## Tartalma
A kódex többi része latin nyelvű
- misekönyvet,
- húsvéti misztériumjátékot,
- kottásénekeket,
- Könyves Kálmán-kori zsinati törvényeket
- a legrégibb magyar annalest, az úgynevezett Pozsonyi Évkönyveket tartalmazza. Ez utóbbi 1210-ig közli a magyar királyok névsorát.

## Kutatási rétegek
- Francia hatás: Naptárában szembetűnő a francia szentek előtérbe kerülése, melynek eredetije francia befolyást mutat (Arras-Cambrai-Amiens).
- Magyar réteg: A kalendáriumban augusztus 15-én asumptio, vagyis Szűz Mária mennybevétele után oda van írva még transitus Sancti Stephani, azaz Szent István „tranzitja”, átmenete vagyis halála.

## Története
- A Sacramentarium őspéldányát a váci székesegyházban másolták és annak átdolgozott változatát írták a Pray-kódexbe, és jutott el feltehetően Jánosiba (Gömör vármegyébe).
- A kódex Garamszentbenedek és Deáki érintésével jut el Pozsonyba a 13. század közepén.
- Elsőként 1770-ben tudósít róla Pray György (1723–1801) történetíró, jezsuita apátkanonok.[3]
- Jelenleg az Országos Széchényi Könyvtár őrzi a művet.

## Történeti háttere keletkezésének idején
- III. Béla magyar király idején keletkezett, aki 1196-ban hunyt el. A király gyermekkorában Konstantinápolyban nevelkedett, ahol minden valószínűség szerint péntekenként kiállították a „torinói leplet”. (Ez azért fontos, mert kutatók a Pray-kódex XXVIII jelzésű rajzára – lásd a Krisztus temetése témájú rajzot – sokat hivatkoznak a lepelre, hogy alátámaszthassák kutatásaikban, érveléseikben, hogy a torinói lepel eredeti). Lánya, Margit ugyancsak Konstantinápolyban nevelkedett, sőt bizánci császárné lett. A fent említett rajzon megfigyelhető alakok jellegzetes bizánci köpenyt viselnek.